# コロス
コロス（古代ギリシャ語: χορός, khoros、 英: chorus）は、古代ギリシア劇の合唱隊のこと。ディテュランボスおよびtragikon dramaから発生したと考えられている。コロスは観客に対して、鑑賞の助けとなる劇の背景や要約を伝え、劇のテーマについて注釈し、観客がどう劇に反応するのが理想的かを教える。また、劇中の一般大衆の代弁をすることもある。多くの古代ギリシア劇の中で、コロスは登場人物が劇中語れなかったこと（恐怖、秘密など）を代弁する。コロスの台詞は通常、歌の形式を採るが、時にはユニゾンで詩を朗読する場合もある。
コロスは、悲劇・喜劇が抒情詩作品だった時期の古代ギリシア劇で、重要かつ主要な構成要素だった。とくに、アイスキュロスが複数の俳優を使いだす以前は、たった一人しかいなかった俳優に対する重要な相手役だった。その重要性が減衰していったのは紀元前5世紀以降で、コロスは劇の動きから切り離されはじめる。後の時代の劇作家、たとえばソポクレスなどは、それ以前の作家ほどコロスに依存しなくなった。ソポクレスの『オイディプス王』を始めとするテーバイ三部作の中で、コロスは全知の解説者の役割を果たし、しばしば物語の教訓性を補強した。コロスは「解説者」と「登場人物」の中間に位置するようになり、登場人物である時は、他の登場人物たちに彼らが必要とする洞察を与えた。
コロスには、1〜3人の俳優で演じられる劇を説明して助ける役割があった。古代ギリシアの円形劇場は非常に大きかったので、遠くの観客にもわかるよう動きは誇張され、また発声もはっきり聞き取れるようにした。技術的には、シンクロニゼーション（同期性）、エコー、波紋、身体表現を駆使し、仮面をつけていた。